# Școala ELTE de Studii Engleze și Americane
Școala de Studii Engleze și Americane (SEAS) a Facultății de Științe Umaniste a Universității Eötvös Loránd a fost fondată în 1886 ca Departament de Limbă și Literatură Engleză și este situată în Rákóczi út în Józsefváros, Budapesta, Ungaria .  Alături de Departamentul de Engleze si Americane al Universității din Viena, Școala de Studii Engleze și Americane este unul dintre cele mai mari departamente de engleză din Europa Centrală .

## Istorie
În 1886, Trefort Ágoston, ministrul Religiei și Educației între 1882 și 1888 și președintele Academiei Maghiare de Științe între 1885 și 1888, l-a cerut și l-a însărcinat pe Arthur Patterson să predea limba engleză la Universitatea Regală Maghiară .  

## Organizare
Conducerea este formată din director și doi directori adjuncți. 

### Conducerea institutului
| Titlu                               | Nume                |
| ----------------------------------- | ------------------- |
| Director al Institutului            | János Kenyeres      |
| Director pentru afaceri științifice | Éva Illés           |
| Directorul studiilor                | Krisztina Szécsényi |
| Secretarul școlii                   | Dániel Cseh         |

### Directorii Institutului
| Departament/Institut                                     | Șefi/Directori |
| -------------------------------------------------------- | --- |
| Departamentul de limbă și literatură engleză (1886–1994) | Arthur Patterson (1886–1889) Arthur Yolland (1908–1946) Miklós Szenczi (1947–1949) Tibor Lutter (1949–1956) Miklós Szenczi (1957–1967) László Kéry (1967–1973) László Báti (1973–1978) Péter Egri (1978–1983) Aladár Sarbu (1983–1990) Ádám Nádasdy (1991–1992) Veronika Kniezsa (1992–1994) |
| Grupul de Studii Americane (1990–1994)                   | Zoltán Kövecses (1990–1994) |
| Centrul de Formare a Profesorilor de Engleză             | Péter Medgyes |
| Directori de institut (1994–)                            | Tibor Frank (1994–2002) Géza Kállay (2002–2006) Ágnes Péter (2004–2005) Tibor Frank (2006–? ) Géza Kállay (2010) Tibor Frank (2011–2014) János Kenyeres (2015–) |

### Departamente
Există 5 departamente la Școala de Studii Engleze și Americane.
| Departament                                   | Acronim | Cap |
| --------------------------------------------- | ------- | --- |
| Departamentul de Studii Americane             | DAS     | Zoltán Kövecses (1994–1997) Enikő Bollobás (1997–? ) János Kenyeres                                                                                                  |
| Departamentul de lingvistică aplicată engleză | DELG    | Dorottya Holló (1994–2005) Edit Kontra (2005–2014) Kata Csizér (2014–2019) Enikő Öveges (2019–2022) Éva Illés (2022-)                                                |
| Departamentul de lingvistică engleză          | DELG    | László Varga (1994–1997) Ádám Nádasdy (1997–2003) Miklós Törkenczy (2003–2011) Péter Szigetvári (2011–)                                                              |
| Departamentul de Pedagogie a Limbii Engleze   | DELP    | Péter Medgyes (1994–1996) Christopher Ryan (1997) Péter Medgyes (1998–2002) Éva Major (2002–2005) Uwe Pohl (2005–2010) Krisztina Károly (2014–? )                    |
| Departamentul de studii engleze               | DES     | Ágnes Péter (1994–1997) Ferenc Takács (1997–2000) István Géher (2001–2005) Győző Ferencz (2005–2009) Judit Friedrich (2009–?) Ákos Farkas (2014–2019) Zsolt Komáromy |

## Programe
Există o licență și două programe de master la SEAS. 
| Nivel                 | |
| --------------------- | --- |
| Licențiat             | Studii engleze și americane |
| Masterat              | Engleză |
| Masterat              | studii americane |
| Formarea profesorilor | BA-cum-MA pentru profesori (OTAK) |
| Doctor în Filosofie   | Programul de doctorat în studii americane (AMER) Programul de doctorat în cultură și literatură engleză medievală și modernă timpurie (AIKK) Programul de doctorat în literatură și cultură engleză și americană modernă (MODA) Programul de doctorat de gen în literatură și cultură engleză și americană (GEND) Programul de doctorat în lingvistică engleză Programul de doctorat în pedagogie limbii și lingvistică aplicată engleză |

## Cercetare

### Publicații

#### Jurnalele
- over SEAS [13]
- The Anachronist
- angolPark
- The Even Yearbook
- The Odd Yearbook
- Working Papers in Language Pedagogy (WoPaLP) [14]

#### Anual
- DEAL 2020 [15]
- DEAL 2021 [16]

### Cercetători

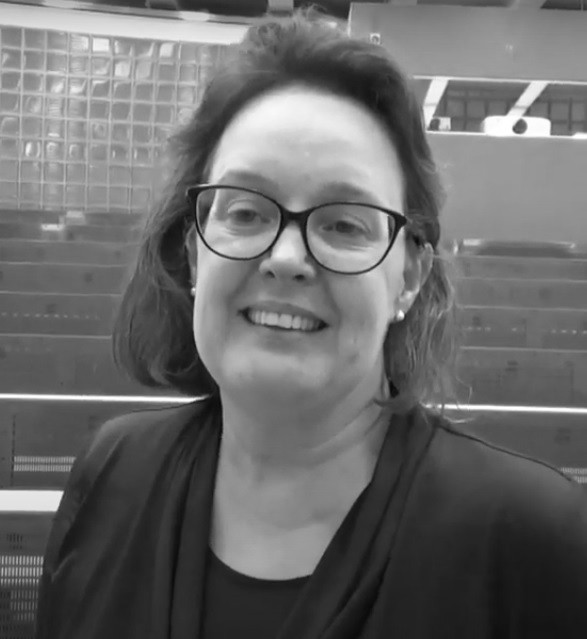
Kata Csizér cea mai citată cercetătoare bazată pe Google Scholar

Următoarea este o listă a cercetătorilor bazată pe Google Scholar. 
| Citate      | Cercetător |
| ----------- | --- |
| 10000–50000 | Kata Csizér (DEAL), Zoltán Kövecses (DELG)                                                                                         |
| 5000–10000  | Marcel Den Dikken (DELG), |
| 1000–5000   | Péter Siptár (DELG), Mark Newson (DELG), Ildikó Lázár (DELP)                                                                       |
| 500–1000    | Tibor Frank (DAS), Péter Szigetvári (DELG)                                                                                         |
| 100–500     | Ágnes Albert (DEAL), Brigitta Dóczi (DEAL), Krisztina Károly (DELP), Enikő Öveges (DEAL), Gyula Tankó (DEAL), László Varga (DELG), |

## Conferințe
Școala de Studii Engleze și Americane organizează anual patru-cinci conferințe: 
- Contemporary Crossroads  [31] [32]
- Language Testing and Assessment Conference  [33]
- Össznyelvész [34]
- The Reel Eye [35]

## Absolvenți de seamă

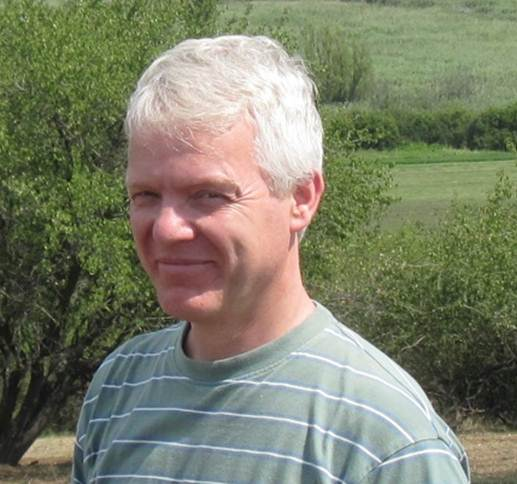
Zoltán Dörnyei a obținut o diplomă la SEAS

- Júlia Baló, scriitoare
- Zsófia Bán, lingvist
- Huba Bartos, lingvist
- Antal Bayer, traducător
- József Bognár, lingvist
- Csaba Csapó, savant literar
- Kata Csizér, lingvist
- Péter Dávidházi, savant literar
- Éva Dékány, lingvist
- Zoltán Dörnyei, lingvist
- Kinga Fabó, poet
- Tibor Frank, istoric
- Éva Gerle, jurnalist
- Anna Nagy, jurnalist
- Kornél Hamvai, traducător
- Elemér Hankiss, sociolog
- Balázs Hidvéghi, om politic
- György C. Kálmán, savant literar
- György Kalmár, jurnalist
- Kinga Klaudy, lingvist
- Judit Kormos, lingvist
- Zoltán Kövecses, lingvist
- Gábor Kósa, orientalist
- Anna Lengyel, dramaturg
- Katalin Liptay, jurnalist
- Péter Medgyes, lingvist
- Márton Mesterházi, traducător
- Mónika Mesterházi, poetă
- Ádám Nádasdy, lingvist
- Anna Nemes, traducătoare
- Zsuzsa N. Kiss, traducător
- Tamás Pálos, jurnalist
- Attila Pók, istoric
- Gabriella Prekop, istoric
- Zsuzsa Rakovszky, scriitoare
- Julianna R. Székely, jurnalist
- Aladár Sarbu, lingvist
- Péter Siptár, lingvist
- Andrea Szenes, jurnalist
- Ágnes Szokolszky, psiholog
- István Tótfalusi, scriitor
- Béla Tóth, atlet
- Tamara Török, dramaturg
- Miklós Törkenczy, lingvist
- Tamás Váradi, lingvist